# 분단시대 (문학 동인)
분단시대(分斷時代)는 분단 시대의 한국에 대한 재인식을 위해 만들어진 대한민국의 문예 동인이자 이 동인이 발간하는 동인지이다.
1983년에  김창규, 김용락, 도종환, 배창환 등의 시인을 중심으로 만들었다. 문학을 통하여 민주화를 이룩하고 통일의 길을 가자는 취지로 만들어졌다.